# Вазирвола
Вазирвола (пушту وزیر واله‎) или вазири́ (وزیري) — один из восточных диалектов языка пушту, распространенный в Вазиристане, округе Банну, части округа Танк, а также в приграничных районах провинций Пактия, Пактика и Хост.
Этот диалект схож (практически идентичен) с говорами округов Ургун и Банну, имеет общие черты с диалектом местности Карак. Он родственен дзадранскому и хостскому диалектам.
В фонетике и грамматике этот диалект значительно разнится с литературным пушту, основанным на нормах Пешавара, Кабула и Кандагара. Гласные [a], [ɑ], [u] и [o] литературного пушту произносятся как [ɑ], [o], [i] и [e] соответственно. Ещё одной особенностью вазири является то, что звуки [ʃ] и [ʂ], а также их звонкие варианты [ʒ] и [ʐ] слились в [ɕ] и [ʑ], как в языке ормури. Так как алфавит пушту не имеет символов для их выражения, они пишутся как ش ، ژ и ښ، ږ соответственно.
Имеются также некоторые различия в лексике. Так, литературное هلک [halək] («мальчик») пишется и произносится как وېړکی [weɻkai]. Словами لښکي и لږکي заменяют стандартное لږ [ləʐ] («маленький»). Слово موږ [muʐ]/[mung] («мы») произносится как [miʑ] на вазири.
Диалект вазири не является письменным или стандартным языком, в этой роли используется только литературный пушту. Различные племена — носители вазири используют разное самоназвание своего говора: вазиры называют его вазири или вазирвола, махсуды — масидвола/махсидвола, давары — даварвола. Внутри диалекта различия незначительны, например, различные носители по-разному произносят фонемы [t͡s] и [d͡z]: они иногда превращаются в [s] и [z], или даже в [t͡ʃ] и [d͡ʒ] в зависимости от племени и региона.
| Диалекты     | ښ      | ږ      | څ    | ځ    | ژ      | Ā      | U      |
| ------------ | ------ | ------ | ---- | ---- | ------ | ------ | ------ |
| Кандагарский | [ʂ]    | [ʐ]    | [t͡s] | [d͡z] | [ʒ]    | [ɑ]    | [u]    |
| Каракский    | [ʃ]    | [ʒ]    | [t͡s] | [z]  | [ʒ]    | [o]    | [u]    |
| Баннуйский   | [ʃ]    | [ʒ]    | [s]  | [z]  | [ʒ]    | [o]    | [i]    |
| Вазирвола    | [ɕ, ʃ] | [ʑ, ʒ] | [t͡s] | [z]  | [ʑ, ʒ] | [o, u] | [i]    |
| Хостский     | [ç]    | [ɡ]    | [t͡s] | [t͡s] | [ʒ]    | [o]    | [u]    |
| Дзадранский  | [ç]    | [ʝ]    | [t͡s] | [d͡z] | [ʒ]    | [o]    | [u, i] |
| Пешаварский  | [x]    | [ɡ]    | [s]  | [z]  | [d͡ʒ]   | [ɑ]    | [u]    |